# بيتر ليونارد (مؤلف)
بيتر ليونارد (بالإنجليزية: Peter Leonard)‏ (1951)؛ روائي أمريكي.